# Micheline Bernardini
Micheline Bernardini (Colmar, 1 december 1927) was een bekende naaktdanseres bij het Casino de Paris, voor ze gekozen werd door Louis Réard om het eerste model te zijn dat de Bikini droeg. Dit gebeurde tijdens een presentatie aan het zwembad Piscine Molitor op 5 juli 1946.
Aangezien de bikini beschouwd werd als te vulgair kon Réard niemand vinden die model wilde zijn voor de presentatie. Hierdoor kwam hij uit bij Bernardini.
Foto's van Bernardini, en artikelen die verslag deden van het evenement, werden snel overgenomen door de pers. De International New York Times schreef zelfs negen stukken over het evenement. De bikini werd een hit, en Bernardini ontving meer dan 50.000 brieven van fans.